# Эстер (Верхние Пиренеи)
Эсте́р (фр. Esterre, окс. Estèrra) — коммуна во Франции, находится в регионе Юг — Пиренеи. Департамент — Верхние Пиренеи. Входит в состав кантона Люс-Сен-Совёр. Округ коммуны — Аржелес-Газост.
Код INSEE коммуны — 65173.

## География
Коммуна расположена приблизительно в 690 км к югу от Парижа, в 145 км юго-западнее Тулузы, в 40 км к югу от Тарба.
По территории коммуны протекает река Бастан.

## Климат
Климат умеренно-океанический с солнечной тёплой погодой и обильными осадками на протяжении практически всего года.

## Население
Население коммуны на 2010 год составляло 200 человек.
| 1962 | 1968 | 1975 | 1982 | 1990 | 1999 | 2010 |
| ---- | ---- | ---- | ---- | ---- | ---- | ---- |
| 210  | 188  | 151  | 135  | 189  | 199  | 200  |

## Администрация
| Период | Период | Фамилия      | Партия | Примечания |
| ------ | ------ | ------------ | ------ | ---------- |
| 2001   | 2014   | Ноэль Фуртин |        |            |
| 2014   | 2020   | Реймон Тей   |        |            |

## Экономика
В 2010 году среди 129 человек трудоспособного возраста (15-64 лет) 101 были экономически активными, 28 — неактивными (показатель активности — 78,3 %, в 1999 году было 68,8 %). Из 101 активных жителей работали 96 человек (48 мужчин и 48 женщин), безработных было 5 (2 мужчин и 3 женщины). Среди 28 неактивных 6 человек были учениками или студентами, 13 — пенсионерами, 9 были неактивными по другим причинам.

## Фотогалерея

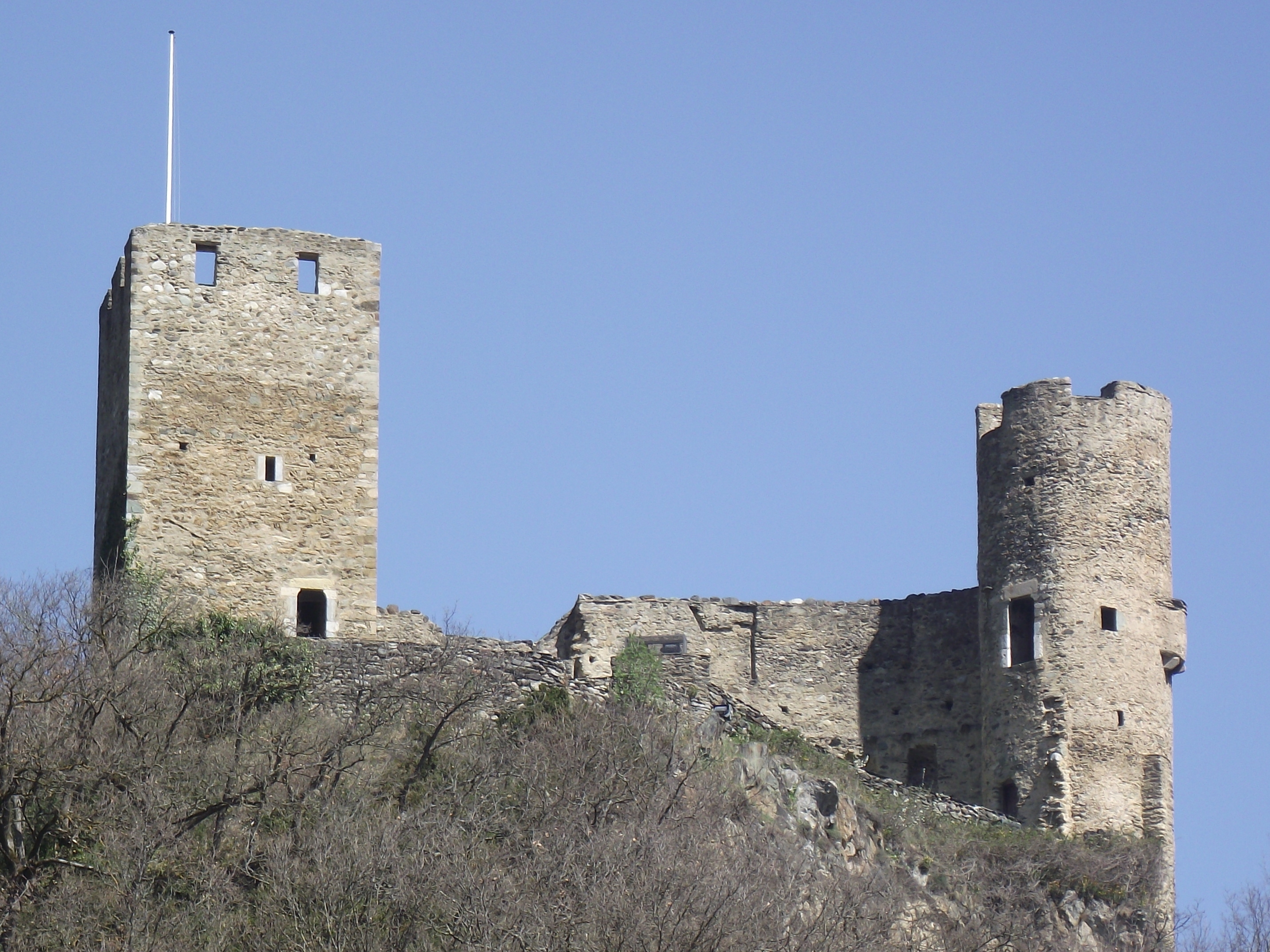
Замок Сент-Мари
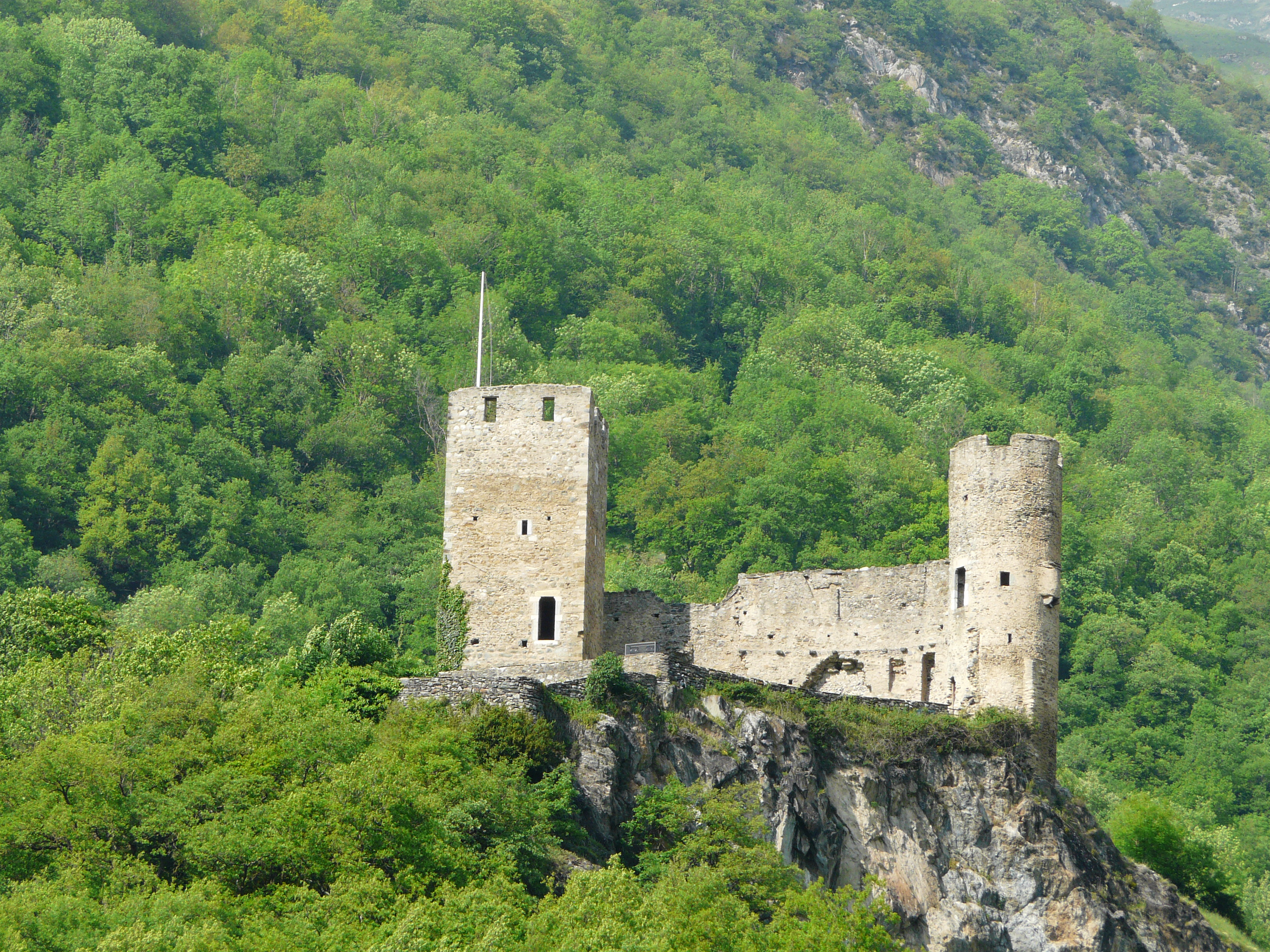
Замок Сент-Мари
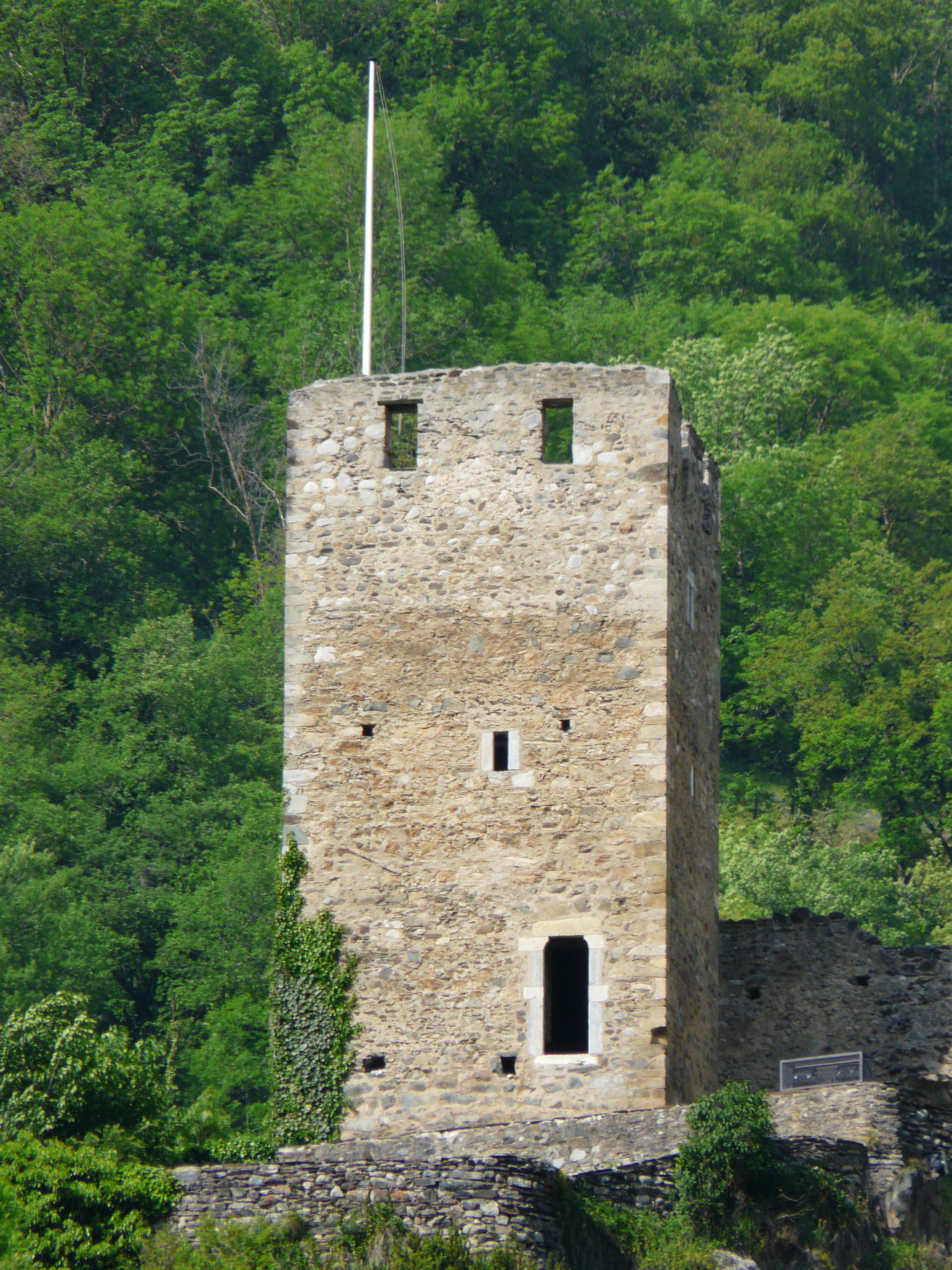
Замок Сент-Мари
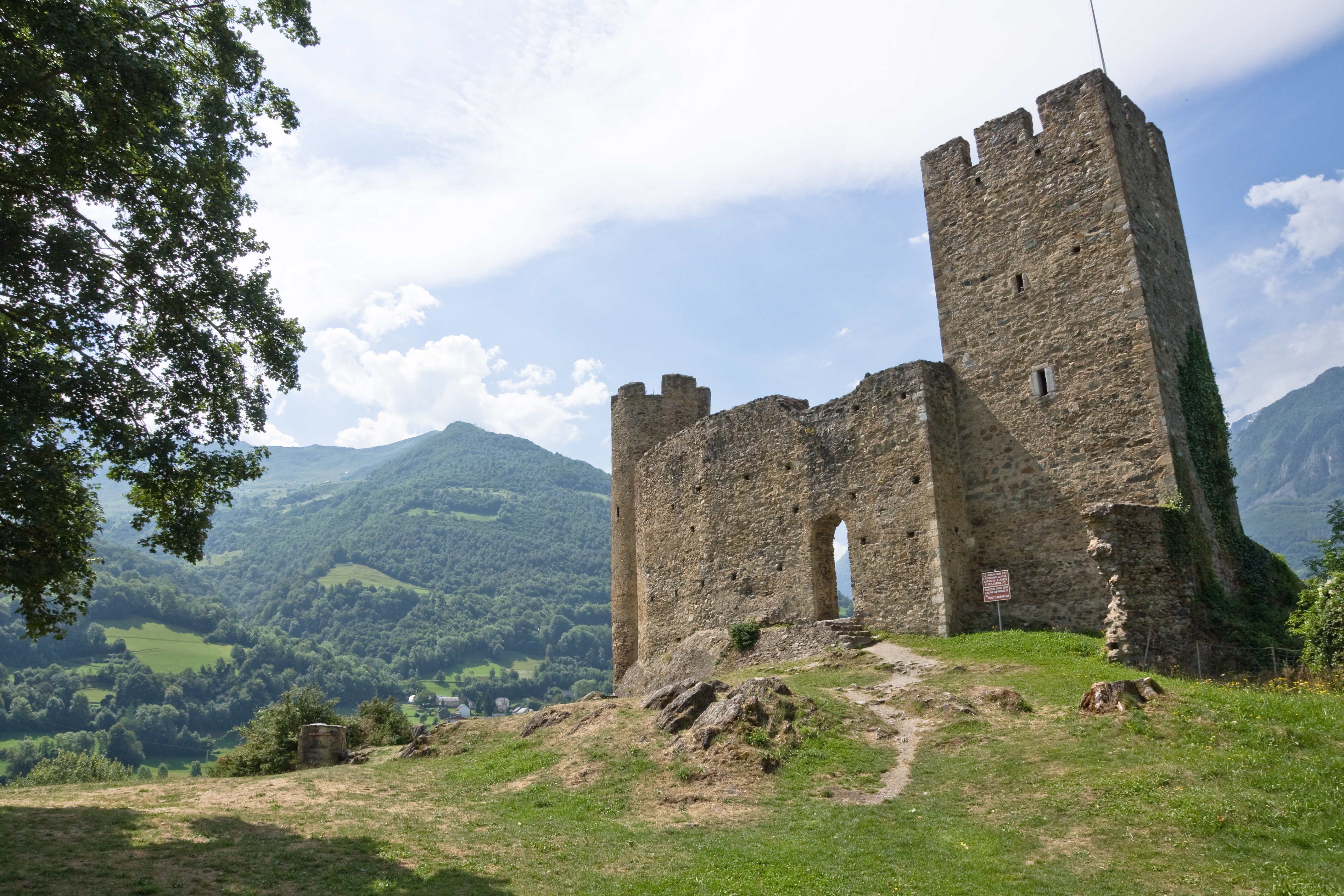
Замок Сент-Мари
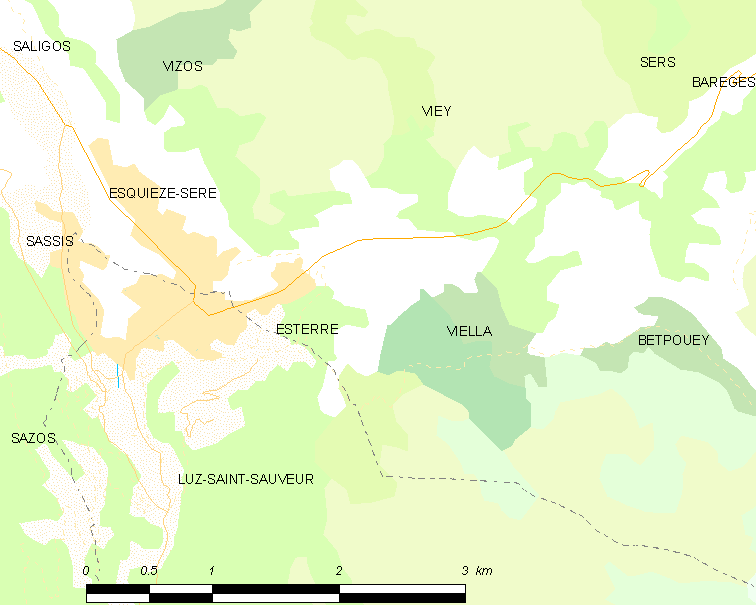
Карта коммуны